# Tiroloscia pyrenaica
Tiroloscia pyrenaica är en kräftdjursart som först beskrevs av Dollfus 1897B.  Tiroloscia pyrenaica ingår i släktet Tiroloscia och familjen Philosciidae. Inga underarter finns listade i Catalogue of Life.